# McJob

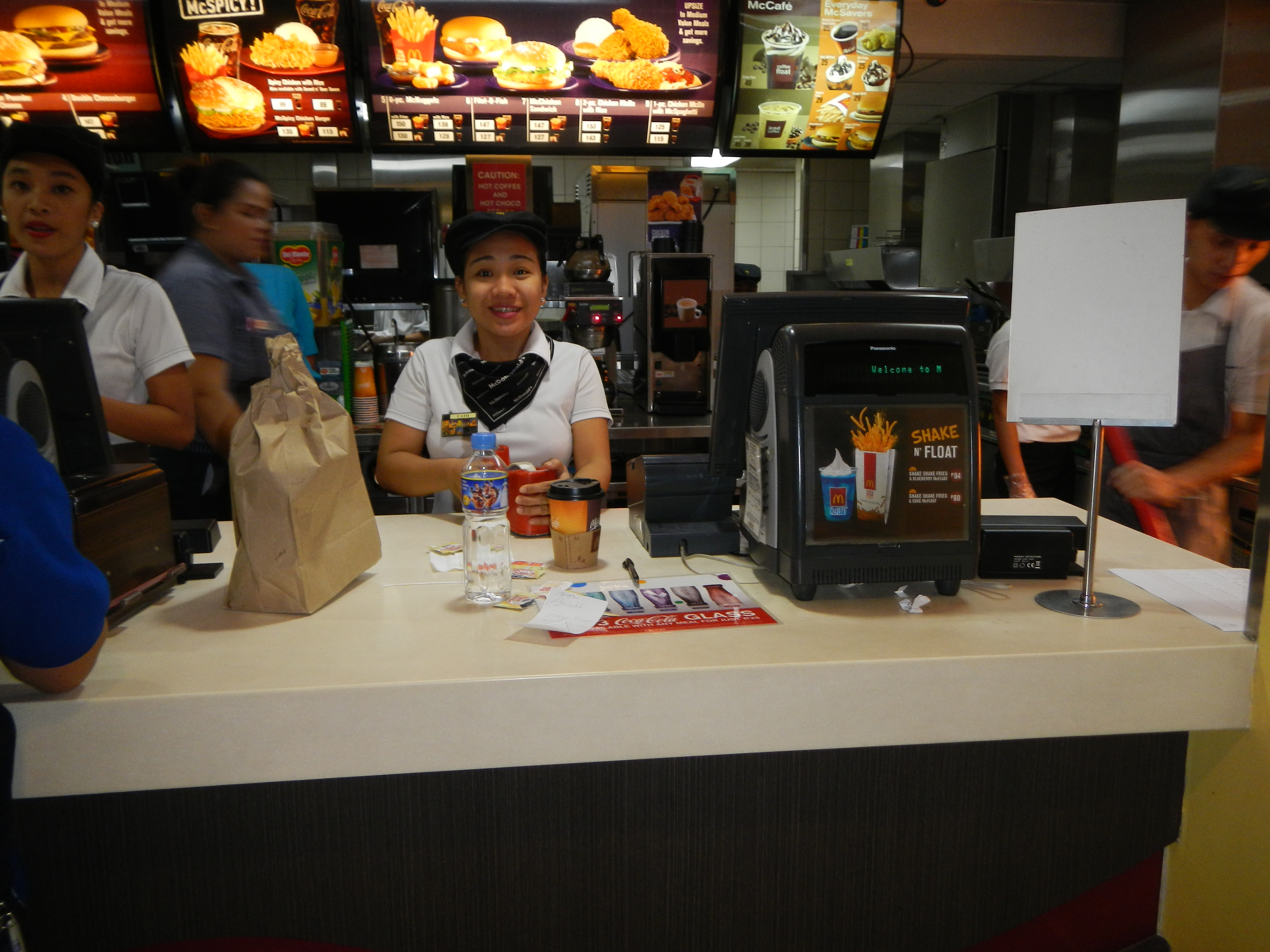
Pracovnice pro McDonald's

McJob je v angličtině slangové označení pro špatně placenou, málo prestižní práci s nízkými nároky na vzdělání, dovednosti nebo praxi, mizivou nadějí na kariérní postup a malou možností seberealizace. V češtině se tento výraz používá zřídka, např. Český národní korpus ho neuvádí.
Přestože McJob klade minimální nároky na vzdělání, často má velmi vysoké a neustále rostoucí nároky na výkon zaměstnanců. Typická je též vysoká fluktuace zaměstnanců z důvodu jejich snadné nahraditelnosti. Termín McJob se nejčastěji objevuje v souvislosti se zaměstnáním ve fast-foodech, telemarketingu, velkoobchodech a maloobchodech a ve společnostech zajišťujících kurýrní služby.
Termín McJob se objevil v USA již v osmdesátých letech 20. století. Původně označoval práci pro McDonald's. McDonald's se však původní definicí cítil poškozen, proto požádal vydavatelství Oxford English Dictionary, nejdůležitějšího výkladového slovníku anglického jazyka, kde je výraz definován od roku 2001, aby bylo heslo odstraněno. Pro podporu svého požadavku dokonce vytvořil on-line petici. V českém slovníku neologizmů se termín objevil v roce 2004.
Postupně se začal rozšiřovat též termín McEmployee, což je člověk vykonávající McJob.